# Mahmut Tanal

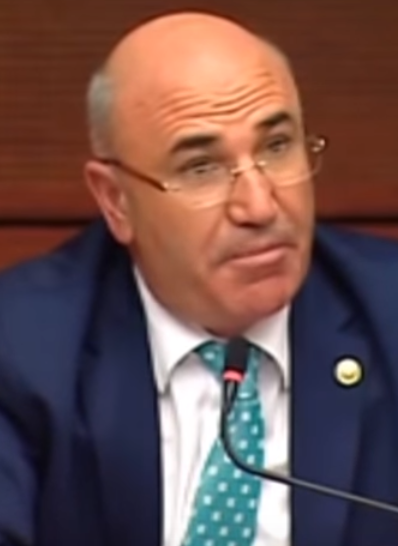
Mahmut Tanal

Mahmut Tanal (* 1. Januar 1961 im Dorf Bahçecik, Bezirk Hilvan, Provinz Şanlıurfa) ist ein türkischer Rechtsanwalt und Politiker der kemalistischen Republikanischen Volkspartei (CHP). 

## Leben
Die Grundschule besucht Tanal in Dicle. Er absolvierte das Gymnasium in Urfa. Von 1982 bis 1986 studierte er an der rechtswissenschaftlichen Fakultät der Universität Istanbul. 2005 bis 2006 nahm er am Programm Siyaset Okulu der Bahçeşehir Üniversitesi und 2009 an dem gleichnamigen Programm der Okan Üniversitesi teil. 
Von 2006 bis 2008 und von 2010 bis 2012 war er Delegierter der Rechtsanwaltskammer Istanbul für die landesweite Anwaltskammer Türkiye Barolar Birliği. Er ist Mitglied der Türkischen Vereinigung für Strafrecht und Ersatzmitglied des Vorstandes der Vereinigung für Verbraucherschutz.
Für die CHP ist er Abgeordneter in der Großen Nationalversammlung der Türkei.
Er ist verheiratet und hat zwei Kinder.
Tanal, der deutsch spricht, ist eines von sechs Mitgliedern einer Kommission, die im Jahr 2013 von der Großen Nationalversammlung zur Beobachtung des NSU-Prozesses entsandt wurde, weil u. a. über die Anklage wegen Mordes und Beihilfe zum Mord an acht türkischstämmigen Personen verhandelt wird. 
Tanal kritisierte öffentlich, dass im Gerichtssaal ein Kreuz aufgehängt wurde, da religiöse Symbole nicht in einen Rechtsstaat gehörten und das Kreuz eine Bedrohung für Nichtchristen sei.